# Jake LaTurner

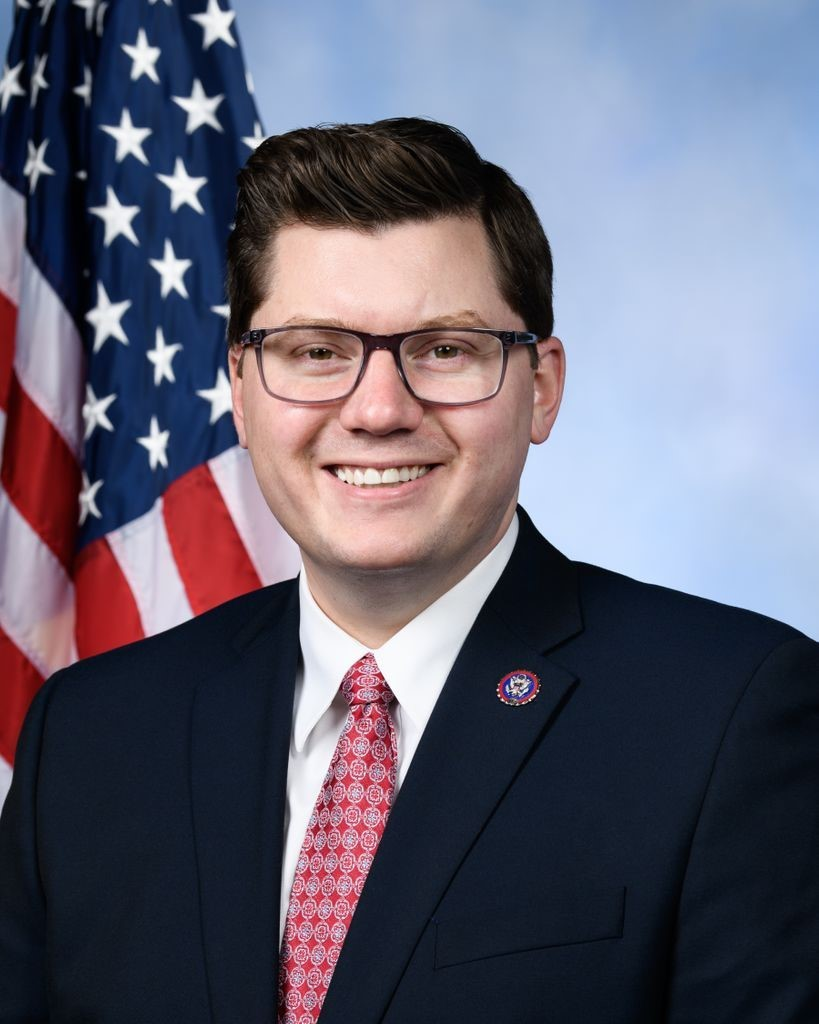
Jake LaTurner (2021)

Jacob Andrew Joseph „Jake“ LaTurner (* 17. Februar 1988 in Galena, Kansas) ist ein US-amerikanischer Politiker der Republikanischen Partei. Von 2021 bis 2025 vertrat er den zweiten Distrikt des Bundesstaats Kansas im US-Repräsentantenhaus. Zuvor war er ab April 2017 State Treasurer von Kansas.

## Leben
Jake LaTurner wuchs in Galena (Kansas) auf und ging dort zur Schule. Nach seinem Schulabschluss studierte er Politikwissenschaften an der Pittsburg State University und machte dort seinen Bachelor of Arts. Während des Studiums absolvierte er Praktika bei der Kongressabgeordneten Lynn Jenkins. Er arbeitete im Anschluss bei Watco Companies, einer Shortline railroad.
Jake LaTurner ist verheiratet und hat mit seiner Frau Suzanne zwei Söhne und zwei Töchter. Die Familie lebt in Topeka, der Hauptstadt des Bundesstaats Kansas.

## Politik

### Staat Kansas
Nach einer erfolglosen Kandidatur für den Senat von Kansas im Jahr 2008, bei der LaTurner bereits bei der parteiinternen Vorwahl an Bob Marshall scheiterte, setzte er sich vier Jahre später gegen Marshall durch. Mit 24 Jahren war LaTurner bei seiner Amtseinführung das jüngste Mitglied des Senats. Während seiner Amtszeit setzte er sich für eine Amtszeitenbeschränkung für Abgeordnete und die Bekämpfung von Vetternwirtschaft ein.
Im April 2017 wurde LaTurner von dem damaligen Gouverneur von Kansas, Sam Brownback, zum State Treasurer berufen. Er löste damit Ron Estes ab, der in das Repräsentantenhaus der Vereinigten Staaten gewählt wurde. Bei der Wahl im Jahr 2018 setzte er sich gegen Marci Francisco durch und wurde somit der jüngste gewählte Träger eines politischen Amtes auf Staatsebene in den Vereinigten Staaten. Am 8. Januar 2019 gab LaTurner bekannt, bei den Senatswahlen in den Vereinigten Staaten im November 2020 antreten zu wollen. Aufgrund geringer Erfolgsaussichten zog er die Kandidatur acht Monate später wieder zurück. Stattdessen kündigte er eine Kandidatur bei den Wahlen zum Repräsentantenhaus 2020 an, wo LaTurner den zweiten Kongresswahlbezirk vertreten wollte. Der bisherige Amtsinhaber, Steve Watkins, hatte zuvor wegen möglichen Wahlbetrugs für Aufsehen gesorgt.

### US-Repräsentantenhaus
LaTurner wurde unter anderem von dem früheren Gouverneur von Kansas, Jeff Colyer, unterstützt. Bei der Vorwahl am 4. August 2020 setzte er sich mit 49,1 Prozent der Stimmen gegen Amtsinhaber Watkins sowie gegen Dennis Taylor durch. Bei den Wahlen am 3. November 2020 setzte er sich schließlich gegen die Bürgermeisterin von Topeka, Michelle De La Isla von der Demokratischen Partei, durch. LaTurner trat sein Amt am 3. Januar 2021 an. Die Primary (Vorwahl) seiner Partei für die Wahlen 2022 am 2. August konnte er ohne Gegenkandidaten gewinnen. Er trat am 8. November 2022 gegen Patrick Schmidt von der Demokratischen Partei sowie den unabhängig antretenden Demokraten Michael Soetaert an und setzte sich mit 57,6 % der Stimmen durch. Im April 2024 gab LaTurner bekannt, bei den Wahlen im November 2024 nicht für eine weitere Amtszeit zu kandidieren, um mehr Zeit für seine Kinder zu haben. Seine Legislaturperiode im Repräsentantenhaus des 118. Kongresses lief bis zum 3. Januar 2025.

#### Ausschüsse
Er war Mitglied in folgenden Ausschüssen des Repräsentantenhauses:
- Committee on Homeland Security
  - Cybersecurity, Infrastructure Protection, and Innovation
  - Intelligence and Counterterrorism
- Committee on Oversight and Reform
  - Government Operations
- Committee on Science, Space, and Technology
  - Research and Technology